# Darren Petrie
Darren Petrie (* 26. Juli 1995 in Stirling) ist ein schottischer Fußballspieler.

## Karriere

### Verein
Darren Petrie begann die Karriere bei Carse Thistle, ehe der Mittelfeldspieler zu Dundee United wechselte. Während er für die zahlreichen Juniorenteams des Vereins spielte, gab er im Alter von 17 Jahren, im Januar 2013 unter Trainer Peter Houston sein Profidebüt. Im Ligaspiel der Scottish Premier League gegen den FC Aberdeen wurde er für John Souttar eingewechselt. Bis zum Saisonende blieb es bei diesem einen Einsatz. Zu Beginn der neuen Saison 2013/14 wurde Petrie an den schottischen Drittligisten Brechin City verliehen. Für diesen absolvierte er in der League One 24 Einsätze bei dem ihm ein Treffer gelang. Nach einer weiteren Leihe im Jahr 2015 zum FC Dumbarton, kehrte Petrie nicht zurück zu United, sondern unterschrieb einen Vertrag bei den Raith Rovers.

### Nationalmannschaft
Darren Petrie debütierte im Oktober 2011 in der schottischen U-17 gegen San Marino. Für die Auswahl kam Petrie bis 2012 vier weitere Male zum Einsatz. Ab 2012 war er zwölfmal in der U-19 von Schottland aktiv.